# 下舍嫩费尔德
下舍嫩费尔德是德国巴伐利亚州的一个市镇。总面积14.34平方公里，总人口1391人，其中男性814人，女性577人（2011年12月31日），人口密度97人/平方公里。